# یواخیم اشتوچفسکی
یواخیم اشتوچفسکی (عبری: יהויכין סטוצ'בסקי‎؛ ۷ فوریهٔ ۱۸۹۱ – ۱۴ نوامبر ۱۹۸۲) آهنگساز اهل اسرائیل بود.